# Stephan Schröck
Stephan Markus Cabizares Schröck (* 21. August 1986 in Schweinfurt) ist ein ehemaliger deutsch-philippinischer Fußballspieler. Üblicherweise spielt er auf den defensiven Außenbahnen, kann aber auch im Mittelfeld eingesetzt werden. Schröcks Mutter ist Filipina, sein Vater Deutscher.
In der philippinischen Nationalmannschaft durfte er im Jahr 2011 zum ersten Mal mitspielen. Davor sammelte er jedoch schon für die deutsche U-18, U-19 und U-20 Länderspielerfahrung.

## Karriere

### Vereine
Schröck spielte für die DJK Schweinfurt, bis er 2001 in die B-Jugend der SpVgg Greuther Fürth wechselte. In der Saison 2003/04 scheiterte er mit der A-Jugend der SpVgg Greuther Fürth im Halbfinale der Deutschen Meisterschaft am VfL Bochum, in der Saison 2004/05 am VfB Stuttgart.
In der Saison 2004/05 stand Schröck nach einer Verletzung von Roberto Hilbert erstmals im Profikader der Fürther und gab sein Profidebüt in der zweiten Liga; zur Saison 2005/06 erhielt er einen Profivertrag. Als Ergänzungsspieler kam er häufig zum Einsatz. Ab 2008 etablierte er sich in der Stammelf. In der Saison 2010/11 stellte ihn Trainer Michael Büskens vom Mittelfeld auf die rechte Abwehrseite, auf der er in der Hinrunde gesetzt war. Aufgrund von Knieproblemen und einer notwendigen Operation fiel er allerdings fast die komplette Rückrunde aus.
Zur Saison 2012/13 wechselte Schröck zur TSG 1899 Hoffenheim. Er unterschrieb einen Dreijahresvertrag bis zum 30. Juni 2015, zog aber bereits ein Jahr später zu Eintracht Frankfurt weiter. Sowohl in Hoffenheim als auch Frankfurt konnte er sich nicht etablieren und kehrte am 2. Juli 2014 wieder zur SpVgg Greuther Fürth zurück. Dort unterschrieb er einen bis zum 30. Juni 2018 laufenden Vertrag. Innerhalb dieses Zeitraums kam es zu einem temporären Vereinswechsel. Dem philippinischen Erstligisten Ceres-La Salle FC aus der Stadt Bacolod City schloss er sich für die Zeit vom 20. Januar 2016 bis zum 31. August 2016 auf Leihbasis an. Anfang August 2016 wurde die Leihe bis zum 15. Januar 2017 verlängert. Nach seiner Rückkehr nach Deutschland schloss er sich der zweiten Mannschaft der SpVgg Greuther Fürth an, da man in der ersten Mannschaft nicht mehr mit ihm plante. Sein Kontrakt wurde am 15. April 2017 aufgelöst. Am 27. April 2017 unterschrieb er einen Vertrag beim Ceres-Negros FC, dem heutigen United City FC. 2018, 2019 und 2020 feierte er mit dem Verein die philippinische Fußballmeisterschaft. 2019 gewann er mit dem Klub den PFL Cup. Des Weiteren gewann er 2 MVP-Auszeichnungen in der Philippines Football League 2019 und 2020 und zwei Auszeichnungen für die meisten Torvorlagen im AFC CUP.
Ebenfalls 2020 wurde er zweitbester Spieler in Südostasien und als erster philippinischer Fußballer in die beste Elf Asiens gewählt. Er ist auch der einzige Spieler, der sowohl in einem europäischen als auch in einem asiatischen internationalen Wettbewerb auf Klubebene Tore erzielt hat.
Ab 2022 spielte er, ebenfalls auf den Philippinen, für das Azkals Development Team, CF Manila und One Taguig FC. Am 21. August 2024, seinem 38. Geburtstag, verkündete Schröck über Instagram sein Karriereende. Im Anschluss wurde er Jugendtrainer beim Azkals Development Team.

### Nationalmannschaft

Schröck als Assistenztrainer der philippinischen Nationalmannschaft, September 2023

Schröck durchlief die DFB-Nationalmannschaften der U-18, U-19 und U-20. Mit der U-19-Auswahl erreichte er bei der EM 2005 in Nordirland das Halbfinale, in dem die Mannschaft knapp mit 2:3 am späteren Sieger Frankreich scheiterte.
Am 9. September 2008 wurde Schröck für ein A-Länderspiel der Philippinen eingeladen, verfügte aber zu diesem Zeitpunkt noch nicht über deren Staatsbürgerschaft. Am 29. Juni 2011 debütierte er beim 1:1-Unentschieden gegen Sri Lanka. Am 28. Juli 2011 erzielte er bei einer 1:2-Niederlage gegen Kuwait im Rahmen der WM-Qualifikation seinen ersten Treffer in einem A-Länderspiel.
Schröck wurde 2013 und 2019 zum Fußballspieler des Jahres der Philippinen gewählt, eine Auszeichnung, die vor ihm niemand zweimal gewinnen konnte.
Sein letztes Spiel für die Nationalmannschaft bestritt er beim 1:2 gegen Indonesien in der Südostasienmeisterschaft 2022.
Als Michael Weiß im Juni 2023 erneut philippinischer Nationaltrainer wurde, übernahm Schröck die Assistentenrolle.

## Erfolge

### Verein
Ceres-Negros FC/United City FC
- Philippines Football League: 2018, 2019, 2020, 2021
- PFL Cup: 2019
- SpVgg Greuther Fürth  2011, 2. Bundesliga Meister, Kicker Ranglisten 1. (bester Spieler der 2. Bundesliga)

### Nationalmannschaft
Philippinen
AFC Challenge Cup: 2014 (2. Platz)

## Auszeichnungen
- Philippinischer Fußballspieler des Jahres: 2013, 2019